# 聶繼恩
聶繼恩，香港公務員，現職文化體育及旅遊局首席助理秘書長，曾擔任香港駐紐約經濟貿易辦事處處長。她在1997年完成会计学工商管理學學士課程後從香港科技大學商學院畢業，旋即於同年8月加入香港政府任職政務主任。聶在2005年獲港府派至香港駐布魯塞爾經濟貿易辦事處出任助理代表，負責欧洲联盟及歐洲大陸各國關係事宜，至2008年返港。聶在2012年至2017年時擔任運輸及房屋局首席助理秘書長，任內於2016年9月12日與澳門民航局局長陳穎雄簽訂港濠航空協定，使兩地協定提供多式聯運代號共用服務。在中美贸易战、2019冠状病毒病大流行及美國制裁香港期間，聶在2020年8月7日獲港府委任為香港駐紐約經濟貿易辦事處處長。她在處長任內支持香港電影及賽龍舟運動在轄區內的發展，更曾在波士頓和紐約香港龍舟節等場合親自擔任龍舟鼓手。她在2023年8月20日後卸任返港，由何美智接任。返港後，她於同年8月底獲安排接替鄭青雲，於文化體育及旅遊局的體育及康樂科內出任首席助理秘書長。

## 外部連結
- 聶繼恩的個人官方領英頁面

| 政府职务      | 政府职务                                                 | 政府职务      |
| ------------- | -------------------------------------------------------- | ------------- |
| 前任： 朱瑞雯 | 香港駐紐約經濟貿易辦事處處長 2020年8月7日－2023年8月20日 | 繼任： 何美智 |